# ROKS Nampo
Le ROKS Nampo (MLS-570) est un mouilleur de mines de la marine de la république de Corée, le navire de tête (et unique unité) de la classe Nampo.

## Conception
La classe Nampo est une évolution de la classe Wonsan, ou Mine Layer Ship (MLS)-I. Initialement, la Corée du Sud prévoyait de construire trois navires MLS-I, mais en raison des contraintes budgétaires de l’époque, un seul navire a été achevé : le ROKS Wonsan (MLS-560), qui a été livré à la marine de la république de Corée en 1998. On ne sait pas encore exactement combien de navires de la classe Nampo, ou MLS-II, suivront le ROKS Nampo, mais au moins trois autres navires sont attendus, voire quatre,.

## Carrière
Le ROKS Nampo (MLS-570) a été construit par le constructeur naval local Hyundai Heavy Industries (HHI) et lancé le 27 mai 2015. Un modèle réduit de sa conception (HDM-4000 ou MLS-II) a été présenté pour la première fois au salon international de l’industrie de la défense maritime (MADEX) 2017, qui s’est tenu à Busan, en Corée du Sud. Il devait initialement être livré en 2016, mais la mise en service a été retardée. Il a finalement été livré à la marine le 9 juin 2017, un an plus tard que prévu.